# 이종수 (1921년)
이종수(李鍾壽, 1921년 3월 7일 ~ 2015년 5월 25일)는 제2·3·4대 국회의원을 지낸 대한민국 정치인이다.

## 약력
- 김해군 장유공립보통학교 졸업
- 배재고등보통학교 졸업
- 일본 주오 대학 법과 졸업
- 학교법인 명인학원 이사장
- 부산 동아학숙 감사
- 삼풍산업주식회사 사장
- 국회 재정경제위원회 간사
- 국회 교통체신분과위원회 위원장
- 대한민국헌정회 부회장

## 역대 선거 결과
|  | 18.73% |

|  | 52.41% |

|  | 31.55% |

## 참고 자료
- 이종수 - 대한민국헌정회